# Borový potok (přítok Miletínského potoka)
Borový potok je levostranným přítokem Miletínského potoka.

## Průběh toku
Vzniká spojením tří malých potůčků ve Velechvínském polesí v lese Kukle. Celou svoji cestu teče na východojihovýchod. V lese Štěpánka pod zaniklou osadou Prochod se nacházejí hráze zaniklých rybníků Velký Prochodský a Malý Prochodský, které byly připomínány ještě k roku 1785. Na okraji lesa protéká Slověnickým a větším Novým rybníkem. Částečně ale rybníky obvodovou stokou obtéká přímo do rybníka Dvořiště. Do stoky od jihu přitéká nevelký potok z malého rybníčku na okraji lesa.